# Disyringa nodosa
Disyringa nodosa är en svampdjursart som beskrevs av Lendenfeld 1907. Disyringa nodosa ingår i släktet Disyringa och familjen Ancorinidae.
Artens utbredningsområde är havet kring Australien. Inga underarter finns listade i Catalogue of Life.